# ジョン・ブローヴェン
ジョン・ブローヴェン（John Broven、1942年11月4日 - ）は、イギリスの音楽歴史家、著作家、レコード再発プロデューサーであり、アメリカのブルース、R&Bの音楽史についての著書を出版している。彼は、1995年にルイジアナ州殿堂入りをした。

## 来歴
ブローヴェンはイギリスのケント州メードストンに生まれた。少年時代をイースト・サセックスで過ごし彼はファッツ・ドミノやヒューイ・"ピアノ"・スミスのヒット曲に合わせて演奏をしたり、レコードを収集するなど、早くからロックンロールに夢中となった。
イースト・サセックスのベクスヒル・グラマースクールに通い、そこで後にブルース・ライターとして知られるようになるマイク・レッドビターと出会う。学校を離れたあと、彼はミッドランド銀行に就職し、30年以上に渡って勤務した。1963年、彼はレッドビターが創刊した『ブルース・アンリミテッド』誌で記事を書くようになったが、1978年頃までは雑誌への寄稿については趣味に留めていた。1970年代から1980年代にかけて、彼はエイス・レコードを始め、チャーリー、EMI、フライライトなど多くのブルース編集盤のライナーノーツを執筆した。1985年には、彼はシラ・ハギンズ、ベス・ターナーとともに『ジューク・ブルース』誌を創刊している。1991年から2006年までの間、彼は再発盤を手掛けるレコード会社、エイス・レコードに在籍した。
ブローヴェンは1970年に初めてルイジアナ州を訪れ、その際アーチボルド、プロフェッサー・ロングヘア、ヒューイ・"ピアノ"・スミスと会っている。彼の初めての著書『Walking to New Orleans』（米国では『Rhythm & Blues in New Orleans』との題名で出版）が1974年に出版となった。1983年には、それに続く著書『South to Louisiana』が出版された。米アドヴォケート紙は、これらのルイジアナの音楽史に関する著書を決定版と評している。彼の著書は、ニューオーリンズのラジオ局WMNOでフィーチャーされた。またアメリカン・ソングライター誌や、ポップマターズも彼の2008年出版の著書『Record Makers and Breakers』について、肯定的な評価をしている。
ブローヴェンはまたR&B音楽について、講演およびラジオ放送も行なっている。
2021年には、ニューヨークのブルース・スタイルと歴史について記した初の書籍『New York City Blues: Postwar Portraits from Harlem to the Village and Beyond』（ラリー・サイモン著）の編集を担当した。

## 著書
- 『Rhythm and Blues in New Orleans』（Pelican Publishing、1977年）（元々は1974年、「Walking to New Orleans」の名前で出版された。2015年に改訂版）[10]
- 『South to Louisiana: The Music of the Cajun Bayous』（Pelican Publishing、1983年）
- 『Record Makers and Breakers』（University of Illinois Press、2009年）[11]